# Brasparts
Brasparts è un comune francese di 1 043 abitanti situato nel dipartimento del Finistère nella regione della Bretagna.

## Storia

### Simboli
Lo stemma è stato adottato il 2 giugno 1977 e registrato presso la Prefettura il 24 agosto dello stesso anno.
I rilievi collinari del territorio sono simboleggiati dal capo dentato; lo smalto verde allude al paesaggio naturale e l'argento ai numerosi torrenti che lo attraversano. La testa di cavallo rappresenta non solo le attività del centro di turismo equestre ma anche gli importanti allevamenti della regione e le fiere che un tempo attiravano mercanti dal Léon e dalla Cornovaglia francese.

## Società

### Evoluzione demografica
Abitanti censiti